# برخوردار ترکمان
میرزا برخوردار بن محمود ترکمان فراهی، نویسنده، شاعر و منشی دوره صفوی است. تاریخ تولد و مرگ او روشن نیست، تنها اطلاعات بدست آمده از او برگرفته از دیباچه کتاب محبوب القلوب است که در آن شرح حال خود را به دست داده‌است.
او در فراه زاده شد و در همانجا به فراگیری ادب و دانش پرداخت و در جوانی به نویسندگی و شاعری روی آورد. سپس به مرو شاهجان * رفت و دو سال نزد اصلان خان، حاکم آنجا، به سر برد. چندی بعد به اصفهان رفت و منشی حسن قلی خان قورچی باشی شاملو شد. در اصفهان به محافل ادبی راه یافت و به تدوین مجموعه داستانهای «رعنا و زیبا» پرداخت . بعدها با تشویق اهل ادب، داستانهای جدیدی به این مجموعه افزود و آن‌ها را تقسیم بندی محتوایی کرد و محفل آرا نامید (فراهی، ص ۷ـ۱۱؛ صفا، ج ۵، بخش ۳، ص ۱۸۰۲).
برخوردار چندی بعد به فراه بازگشت و مدتی به منشیگری پرداخت، آنگاه به هرات و مشهد و سرانجام به اُلکای «دُرون » ـ از توابع درگز ـ رفت (فراهی، ص ۱۱ـ۱۲). و ملازم منوچهرخان قَرَچغای شد که در ۱۰۳۵ ـ سی و نهمین سال سلطنت شاه عباس ـ به حکومت خراسان رسیده بود (اسکندر منشی، ج ۳، ص ۱۰۴۰). بنابراین گفته برخی که او را از منشیان سده دوازدهم دانسته‌اند، صحیح نیست (رجوع کنید به صفا، همانجا).
در یورش کردهای چَمِشْکَزَک به قلعة درون، کتاب محفل آرای برخوردار ترکمان غارت شد (فراهی، ص ۱۸ـ۱۹). او پس از چندی در خبوشان (قوچان کنونی) آن را بازنگاری کرد و محبوب القلوب نامید (همان، ص ۲۰). این کتاب در یک مقدمه، پنج باب و خاتمه تنظیم شده (همان، ص ۲۱) و به مناسبت حکایات «شمسه و قهقهه»، در باب دوم، به شمسه و قهقهه نیز شهرت یافته‌است. نثر کتاب محبوب القلوب مصنوع و دشوار است، اما در روایت داستانها سخن نویسنده شیرینی دیگری می‌یابد و روان تر می‌شود ( رجوع کنید به صفا، ج ۵، بخش ۳، ص ۱۸۰۳). این کتاب بارها در بمبئی و تهران چاپ شده و آخرین بار در ۱۳۳۷ ش در تهران منتشر شده‌است (مشار، ج ۲، ستون ۲۹۴۳).
افزون بر محبوب القلوب، کتاب تاریخی احسن السیر، منسوب به اوست که در فاصله سال‌های ۹۳۰ یا ۹۳۷ قمری نگاشته شده‌است (ایرانیکا، ذیل «برخوردار ترکمان »). به گفته استوری (ج ۱، بخش ۱، ص ۵۳۵) به نقل از ویلیامز این اثر ظاهراً در چهار جلد تألیف شده بوده که تنها جلد چهارم آن در دست است و رویدادهای سلطنت شاه اسماعیل و بابر پادشاه را دربر می‌گیرد و نویسنده آن را به شاه اسماعیل صفوی تقدیم کرده‌است.
زمان تألیف احسن السیر (۹۳۰ـ۹۳۷) و تحریر مجدد محبوب القلوب پس از ۱۰۳۵ (فراهی، ص ۲۰ـ۲۱) نشان می‌دهد که فاصلة نگارش این دو کتاب حدود یکصد سال است؛ ازینرو در صحت ادعای استوری باید تردید کرد؛ به ویژه آنکه برخوردار ترکمان، خود از آن یاد نکرده‌است.
میرزا برخوردار شعر نیز می‌سروده و از او اشعاری، با تخلّص «ممتاز»، به صورت پراکنده در میان داستانهای محبوب القلوب آمده‌است .